# 萨米凯莱-迪巴里
萨米凯莱-迪巴里（義大利語：Sammichele di Bari）是意大利普利亚大区巴里廣域市的一个市镇。总面积33平方公里，人口6700人，人口密度203.0人/平方公里（2009年）。ISTAT代码为072039。